# 台鐵CT150型蒸汽機車
臺鐵CT150型蒸汽機車為臺灣日治時期的500型機車，戰後才改稱CT150型。此型機車與日本國鐵8620型蒸汽機車同型。從1919年到1928年，分別由汽車製造、川崎、日立、日本車輛、三菱等公司共生產了43輛，成為臺灣鐵路中輛數最多的客運用蒸汽機車。

## 簡介
在參考與研究先前自各國引進的蒸汽機車後，日本於1914年正式量產自行設計的8620型機車並獲得了成功，臺灣總督府鐵道部也鑑於其優良的性能而在1919年至1928年間引進並稱為500型，其中汽車製造就產了33輛、川崎生產4輛、日立僅產1輛、日本車輛生產3輛、三菱生產2輛，總數達到43輛使500型成為臺灣鐵路客運機車中的主力，其優越的性能也利用於貨運上。1929年起鐵道部為改善500型而開始加裝空氣軔機系統:90、1936年起加裝集煙板等設備:32。戰後500型由臺灣鐵路管理局接收且改稱CT150型，初期共有19輛在戰時受損，但後來已全部修復運轉:90，另外臺鐵還利用因事故而報廢的CT154、CT155重新組合成CT194。在陸續引進更新型的蒸汽機車甚至是柴電機車後，CT150型仍持續牽引客車、貨車或作為調車機車使用，最終至1979年6月後才全數停用報廢:90，結束其半世紀的運轉。僅剩下一部臺鐵於1979年6月2日公告報廢:57的CT152，該輛機車退役後曾放置於嘉義扇形車庫內，後來轉移至苗栗鐵道文物展示館靜態保存。

### 製造年表
| 製造年 | 製造廠                | 輛數 | 製造序號                   | 車號     | 1949年後     | 備註                         |
| ------ | --------------------- | ---- | -------------------------- | -------- | ------------ | ---------------------------- |
| 1919年 | 日本 汽車製造株式會社 | 2    | 357、358                   | 500、501 | CT151、CT152 |                              |
| 1920年 | 日本 汽車製造株式會社 | 15   | 417－419 449－456 465－468 | 502－516 | CT153－CT167 |                              |
| 1921年 | 日本 汽車製造株式會社 | 8    | 512－515 545－548          | 517－524 | CT168－CT175 |                              |
| 1922年 | 日本 汽車製造株式會社 | 1    | 583                        | 525      | CT176        |                              |
| 1922年 | 日本 川崎造船所       | 1    | 871                        | 526      | CT177        |                              |
| 1923年 | 日本 汽車製造株式會社 | 4    | 735－738                   | 527－530 | CT178－CT181 |                              |
| 1925年 | 日本 川崎造船所       | 3    | 1072－1074                 | 531－533 | CT182－CT184 |                              |
| 1926年 | 日本 汽車製造株式會社 | 3    | 894－896                   | 534－536 | CT185－CT187 |                              |
| 1927年 | 日本 日立製作所       | 1    |                            | 537      | CT188        |                              |
| 1927年 | 日本車輛              | 3    |                            | 538－540 | CT189－CT191 |                              |
| 1928年 | 日本 三菱造船所       | 2    |                            | 541、542 | CT192、CT193 |                              |
|        | 臺灣鐵路管理局        | 1    |                            |          | CT194        | 以報廢的CT154、CT155重新組成 |

## 主要規格

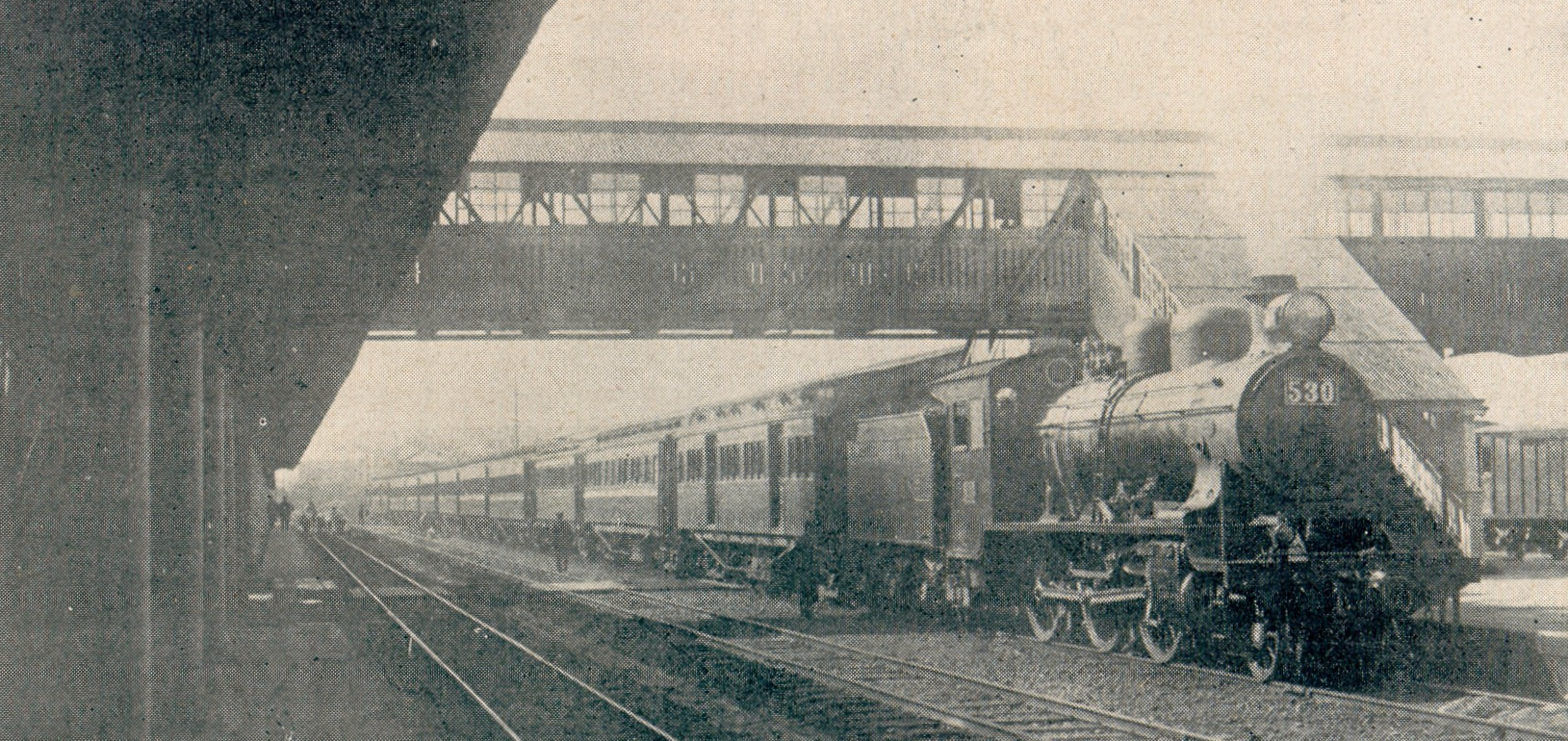
臺灣日治時代牽引縱貫線快車的530（CT181）號機車停靠於臺北車站

### 基本資料[1]:68
- 日治時期形式：500型→C95型
- 在日同型車：8620型
- 號碼
  - 原車號：500－542
  - 1949年起：CT151－CT193
- 製造國（廠商）：日本（汽車製造株式會社、川崎造船所、日立製作所、日本車輛、三菱造船所）
- 製造年：1919年－1928年

### 規格[1]:221
- 車輪配置：1C（2-6-0）
- 飽合過熱別：過熱式
- 閥裝置\汽門：華式汽門（英语：Walschaerts valve gear）
- 車長：16,765 mm
- 車寬：2,430 mm
- 車高：3,785 mm
- 車輪直徑
  - 動輪：1,600 mm
  - 臺車：970 mm（CT151－CT176，CT188－CT193）；940 mm（CT177－CT187）
  - 煤水車：940 mm
- 軸距（全14,311 mm）
  - 引擎：7,010 mm
  - 動輪：4,191 mm
  - 煤水車：3,658 mm
  - 固定：2,286 mm
- 連結面間長：16,775 mm
- 汽缸
  - 數目：2個
  - 直徑：470 mm
  - 行程：610 mm
  - 牽引力：9,300 kgw
- 鍋爐使用壓力（實用汽壓）：13 kgw/cm²
- 傳熱面積（總計116 m²）
  - 火箱：10.1 m²
  - 煙管：78.3 m²
  - 過熱：27.6 m²
- 爐篦面積：1.63 m²
- 煙管直徑×數目
  - 大煙管：127 mm×18支
  - 小煙管：45 mm×91支（CT151－CT175）；43 mm×91支（CT176－CT193）
  - 管板內面距：3,962 mm
- 空氣軔機
  - 空氣壓縮機：240單式
  - 主儲氣筒容積、數目：260×2個
  - 軔缸直徑、數目 
    - 引擎：254×2個
    - 煤水車 254×1個

  - 軔機倍率 
    - 引擎：7.75（CT151－CT175）；6.75（CT176－CT193）
    - 煤水車：6.35（CT151－CT175）；7.53（CT176－CT193）
- 容量
  - 鍋爐水：4.2 m³
  - 煤櫃：3.15 ton（CT151－CT175）；6.25 ton（CT176－CT193）
  - 水櫃：12.3 m³（CT151－CT175）；12.7 m³（CT176－CT193）

## 外部連結
- Banana Express with Locomotive 515 leaving Taizhong ca. 1915
- SanDiaoLing 三貂嶺機關庫 碩仁國小 （页面存档备份，存于）